# Dana Dragomir
Dana Dragomir, nota anche con lo pseudonimo di Pandana (Bucarest, 22 luglio 1964), è una musicista e compositrice svedese.
Lo strumento che suona è il flauto di Pan e il suo pseudonimo viene dalla combinazione del proprio nome e di quello del dio greco Pan.
Dana Dragomir è soprattutto conosciuta per la sua interpretazione della canzone Mio min Mio, scritta da Benny Andersson e Björn Ulvaeus degli ABBA.
Dana Dragomir è anche la prima suonatrice professionale di flauto di Pan al mondo.
La sua musica è una mescolanza tra la musica Pop, World e New Age. Molti dei suoi album sono entrati nelle classifiche svedesi. È la prima artista strumentale a raggiungere le prime posizioni della classifica di ascolti alle radio svedesi.

## Biografia
Dana Dragomir è la prima suonatrice di flauto di Pan professionista al mondo in un campo musicale prevalentemente maschile. Ha iniziato a studiare musica all’età di 6 anni presso il conservatorio Liceul George Enescu a Bucarest, conseguendo il titolo dodici anni dopo. Dopo 8 anni di pianoforte cambia strumento, imparando a suonare il flauto di Pan. A 16 anni viene scoperta e diventa popolare in tutto il mondo molto velocemente.
A 21 anni viene scoperta da un manager rumeno-americano e le viene offerto un contratto triennale a Las Vegas, il quale viene accettato dall'artista. Il suo passaporto viene però confiscato il giorno precedente al viaggio negli USA; la polizia segreta Securitate le avrebbe dato l’autorizzazione a partire solo in cambio di un servizio di spionaggio da parte sua. Dana Dragomir accetta per poter partire per gli USA. Dopo sei mesi negli USA la musicista si rende conto che la promessa del manager di farla diventare una star non sono vere e lui scioglie il contratto. Un anno dopo fugge dal manager e con l’aiuto di un amico d’infanzia arriva in Svezia nel 1986.
Alcuni mesi dopo viene scoperta dalla stazione radio locale di Borås e dai programmi TV Gomorron Sverige e Hallå Skandinavien di Götebörg. Il suo grande successo arriva 4 anni dopo con il tema principale del film Mio min Mio, composto da Björn Ulvaeus e Benny Andersson. Dopo la caduta della dittatura in Romania Dana Dragomir ha potuto tornare in patria e incontrare i suoi genitori; l’anno successivo tiene un concerto e interviste in Romania. È sposata con l’operatore radio Klas Burling dall’inizio degli anni ’90 e ha una figlia, Alexandra Burling, nata nell’agosto del 1994. Ha venduto più di un milione di dischi solo in Svezia, i quali sono composti da molte cover, anche se alcuni brani sono composti da Dana Dragomir stessa.

## Discografia

### Album
- 1988 Från Orup till Bellman con Merit Hemmingson (nominato ai Grammy)
- 1989 Julglitter con Merit Hemmingson
- 1991 Fluty Romances
- 1992 Demiro
- 1993 Traditional
- 1994 Samling
- 1995 Panflöjtsfavoriter con Gheorghe Zamfir
- 1996 PanDana
- 1997 I en klosterträdgård
- 1999 Favoriter
- 1999 Pan is alive and well
- 2000 100% Dana Dragomir
- 2007 Älskade svenska visor
- 2011 "20" The best of me
- 2014 Frost